# Araneus linzhiensis
Araneus linzhiensis este o specie de păianjeni din genul Araneus, familia Araneidae, descrisă de Hu în anul 2001. Conform Catalogue of Life specia Araneus linzhiensis nu are subspecii cunoscute.